# Elisabeth Becker
Elisabeth Becker (Neuteich, 20 juli 1923 - Gdańsk, 4 juli 1946) was een bewaakster van het concentratiekamp Stutthof tijdens de Tweede Wereldoorlog.

## Levensloop

### Vroege jaren
Becker werd geboren in Neuteich, vrije stad Danzig, in een Duitse familie. In 1936 werd ze lid van de Bund Deutscher Mädel en in 1938 werd ze tramconductrice in Danzig. Van 1940 tot 1941 werkte ze bij de firma Dokendorf in Neuteich. Daarna als assistente in de gemeentelijkje afdeling voor landbouw.

### Concentratiekampen
In 1944 had de SS meer bewakers nodig voor het nabij gelegen concentratiekamp Stutthof. Becker werd opgeroepen om dienst te doen in het kamp. Op 5 september 1944 trad ze in dienst en begon ze met haar training tot Aufseherin. Nadat haar opleiding was voltooid, werkte ze in het vrouwenkamp SK-III. Hier selecteerde Becker vrouwen en kinderen die naar de gaskamer werden gestuurd.

### Na de oorlog
Op 15 januari 1945 vluchtte Becker uit het kamp en ging ze terug naar haar huis in Neuteich. Daar werd ze echter op 13 april door de Poolse politie gearresteerd en naar de gevangenis gebracht in afwachting van het proces. Het Stutthofproces begon op 25 april 1946 en duurde tot 31 mei 1946. Samen met enkele andere vrouwelijke bewakers en kapo's werd ze aangeklaagd. Becker werd veroordeeld tot de dood door ophanging. Op 4 juli 1946 werd het vonnis voltrokken.